# Anthomyia inuncta
Anthomyia inuncta är en tvåvingeart som först beskrevs av Zetterstedt 1838.  Anthomyia inuncta ingår i släktet Anthomyia och familjen blomsterflugor.
Artens utbredningsområde är Sverige. Inga underarter finns listade i Catalogue of Life.